# Port lotniczy Salt Cay
Port lotniczy Pine Cay – piąty co do wielkości port lotniczy Turks i Caicos, zlokalizowany na wyspie Salt Cay.
| Linia lotnicza         | Kierunek            |
| ---------------------- | ------------------- |
| InterCaribbean Airways | 1. / Providenciales |
| Caicos Express Airways | 1. / Providenciales |